# Église Saint-Martin de Camboulit
L'église Saint-Martin de Camboulit est située à Camboulit, dans le département du Lot, en France.

## Localisation
L'église Saint-Martin est située sur le territoire de la commune de Camboulit, sur une butte, à l'écart du village et dans le cimetière.

## Historique
On peut dater l'église de la seconde moitié du XIIe siècle. Elle est mentionnée en 1146 parmi les possessions de l'abbaye Saint-Sauveur de Figeac.
L'église a été donnée aux protestants en 1562 pour la transformer en temple. La construction de la tour sur la travée du chœur est attribuée, ainsi peut-être que la voûte basse de la nef, sont supposées avoir été faites pendant le temps de l'occupation par les protestants. Cette transformation a dû être réalisée à l'initiative de Charles de Cornély, coseigneur de Camboulit, passé à la cause protestante
Un document de 1679 dit que l'église est « déserte et sans office ». L'église paroissiale est abandonnée depuis cette époque.
L'église ruinée a été restaurée dans les années 1914-1915 par l'architecte en chef Henri Chaine. Il a reconstruit en particulier une partie de l'élévation nord de la nef qui s'était effondrée.
L'édifice est classé au titre des monuments historiques le 1er août 1912.

## Description
L'église est à nef unique avec une abside semi-circulaire précédée d'une travée droite pour le chœur. L'ensemble est voûté. L'abside est renforcée de contreforts entre lesquels s'ouvrent des fenêtres. Ces contreforts vont jusqu'à la corniche soutenue par des modillons presque tous sans décor. L'abside est couverte en lauzes.
La croisée du transept est voûtée en berceau. Elle a été surmontée d'une tour au XVIe siècle dont on voit les murs arasés.